# 2000 Jahre Christentum (Fernsehserie)
2000 Jahre Christentum ist eine Dokumentarfilmreihe zur Geschichte des Christentums aus dem Jahr 1999, die zur Jahrtausendwende entstand.

## Inhalt
Die Dokumentarfilmreihe beginnt mit der Entstehung des Christentums, wie es sich verbreitet und wie es sich im Laufe von 2000 Jahren behauptet hat. Der neunte Teil Neue Welten, bei dem Werner Herzog Regie führte und das Buch schrieb, stellte hierbei jedoch einen Bruch dar, denn in ihm wird zu einem großen Teil die Situation und Volksfrömmigkeit der heutigen Menschen, insbesondere der Nachfahren der Ureinwohner Lateinamerikas, in Form einer Reportage gezeigt, in die vereinzelte geschichtliche Rückblicke eingebunden sind. Der letzte Teil der Serie, Chancen und Gefahren von Günther Klein und Gero von Boehm, beschäftigt sich mit Zukunftsfragen, denen sich das Christentum heutzutage stellen muss.

## Hintergrund
Die Dokumentarfilmreihe wurde von der ARD und der it-media in Zusammenarbeit mit der Tellux-Film München hergestellt. Das Projekt wurde mit Mitteln des FilmFernsehFonds Bayern und der Mitteldeutschen Medienförderung gefördert. Die einzelnen Folgen entstanden unter unterschiedlichen Regisseuren. Die gestalterische Gesamtleitung der Serie übernahm Günther Klein.
Für das Projekt wurden reale Spielszenen wie auch Computeranimationen erstellt und verwendet. Des Weiteren wurden an Originalschauplätzen gedreht. Die Produktionskosten der Serie beliefen sich auf 3,4 Millionen Euro.
Die Dokumentarfilmreihe lief erstmals vom 7. November 1999 bis zum 20. Februar 2000 im Ersten Programm. Die Serie erschien noch im Jahr 2000 auf VHS und 2004 auf DVD. Die DVD-Fassung erschien mit einer zusätzlichen englischen und niederländischen Sprachfassung. Die Serie erhielt eine FSK-Kennzeichnung von 12 Jahren.
Bernd Grote erhielt als Produzent der Serie im Jahr 2000 den Bayerischen Fernsehpreis.

## Episodenliste
| Nr. | Episodentitel                                                              | Deutsche Erstausstrahlung |
| --- | -------------------------------------------------------------------------- | ------------------------- |
| 1   | Von Jesus zu Christus – Eine jüdische Sekte wird Weltreligion              | 7. November 1999          |
| 2   | Fesseln der Macht – Untergrundbewegung wird Staatsreligion                 | 21. November 1999         |
| 3   | Getrennte Wege – Neue Heimat für wandernde Völker                          | 28. November 1999         |
| 4   | Kreuz und Schwert – Das Christentum wird Christenheit                      | 5. Dezember 1999          |
| 5   | Heilige und Dämonen – Das Christentum am Ende der Gewissheit               | 19. Dezember 1999         |
| 6   | Diesseits des Himmels – Das Christentum im Zeitalter der Entdeckungen      | 2. Januar 2000            |
| 7   | Allein der Glaube – Zukunft durch Rückkehr                                 | 9. Januar 2000            |
| 8   | Himmel und Hölle – Die römisch-katholische Reformation                     | 16. Januar 2000           |
| 9   | Neue Welten – Das Christentum hinter dem europäischen Horizont             | 23. Januar 2000           |
| 10  | Altar der Vernunft – Das Christentum in Aufklärung und Revolution          | 31. Januar 2000           |
| 11  | Maschinen und Menschen – Das Christentum für die industrielle Revolution   | 6. Februar 2000           |
| 12  | Pforten der Hölle – Das Christentum in Weltkrieg und Diktatur              | 13. Februar 2000          |
| 13  | Chancen und Gefahren – Das Christentum an der Schwelle des 3. Jahrtausends | 20. Februar 2000          |